# Katy Keene (serie de televisión)
Katy Keene es una serie de televisión de drama musical desarrollada por Roberto Aguirre-Sacasa y Michael Grassi, basada en el personaje de los cómics de Archie del mismo nombre. Se estrenó el 6 de febrero de 2020. La serie cuenta los orígenes y las luchas de cuatro aspirantes a artistas que intentan cumplir sus sueños en Nueva York; es una serie derivada de Riverdale. La serie está producida por Berlanti Productions, en asociación con Archie Comics, Warner Bros. Television, y CBS Television Studios.
La serie se centra en el personaje de Archie Comics, Katy Keene, interpretada por Lucy Hale, también está protagonizada por Ashleigh Murray, Camille Hyde, Jonny Beauchamp, Julia Chan, Lucien Laviscount, Zane Holtz y Katherine LaNasa. En enero de 2019, la serie recibió una orden The CW para el piloto y considerarla una serie en la temporada de televisión 2019–2020. El rodaje tiene lugar en Nueva York. El piloto fue seleccionado para una serie en mayo de 2019.
En julio de 2020 se anunció la cancelación de la serie, luego de una sola temporada.

## Sinopsis
La serie sigue la vida profesional y romántica de cuatro personajes de Archie Comics, incluyendo la leyenda de la moda, Katy Keene, y la cantante y compositora, Josie McCoy, mientras persiguen sus sueños en la ciudad de Nueva York. La serie infundirá música en las líneas argumentales y seguirá los orígenes, las pruebas y las tribulaciones de cuatro artistas en apuros que están desesperadas por llegar al centro de la atención.

## Elenco y personajes

### Principales
- Lucy Hale como Katy Keene: Una aspirante a diseñadora de moda que intenta hacer realidad su sueños en la ciudad de Nueva York.[2]
- Ashleigh Murray como Josie McCoy: Una cantautora persiguiendo sus sueños musicales en la Gran Manzana. Este personaje fue introducido por primera vez en Riverdale, en esta serie es mayor de edad.
- Katherine LaNasa como Gloria Grandbilt: Una compradora personal en la tienda de lujo Lacy's, que atiende a los ricos y famosos y jefa de Katy.[3]
- Julia Chan como Pepper Smith: Una chica it con un fondo misterioso que quiere ser dueña del próximo imperio de la moda.[4]
- Jonny Beauchamp como Jorge/Ginger López: Un aspirante a intérprete de Broadway que quiere llevar su carrera de drag al siguiente nivel.[4]
- Lucien Laviscount como Alexander "Alex" Cabot: El CEO de la compañía de su padre que sueña con reabrir un sello discográfico muerto.[5]
- Zane Holtz como K.O. Kelly: Un boxeador y novio de Katy que sueña con luchar en un campeonato de peso wélter en Madison Square Garden y a fin de mes como entrenador personal y portero de discoteca.[3]
- Camille Hyde como Alexandra "Xandra" Cabot: Una poderosa miembro de la sociedad neoyorquina que está tratando de ascender en la compañía de su padre. Además, es la vicepresidenta sénior de Cabot Entertainment. Tiene un disgusto hacia Josie.[5]

### Recurrentes
- Nathan Lee Graham como François: un comercializador visual en Lacy.
- Heléne Yorke como Amanda: una de las asistentes de Gloria que ve a Katy como competidora.
- Daphne Rubin-Vega como Luisa López: la madre de Jorge, ex Rockette y ahora copropietaria de una bodega.[6]
- Saamer Usmani como Príncipe Errol Swoon: Un príncipe real de un país extranjero.
- André De Shields como Chubby: el jefe de Josie en una tienda de discos.
- Erica Pappas como Patricia Klein: la prometida del Príncipe Errol.
- Ryan Faucett como Bernardo: un bombero y el interés amoroso de Jorge.
- Frank Pedro como Luis López: el padre de Jorge y copropietario de la bodega con Luisa.
- Candace Maxwell como Didi: la asistente de Pepper e interés amoroso.
- Luke Cook como Guy LaMontagne: un famoso diseñador de moda.
- Bernadette Peters como Miss Freesia: una adinerada figura de Upper East y la madre de Pepper que le enseñó el arte de la estafa.[7]
- Eric Freeman como Buzz Brown: un antiguo interés amoroso de Jorge.
- Azriel Crews como Cricket: la tecladista tímida en la nueva formación de Josie and the Pussycats.[8]
- Emily Rafala como Trula Twyst: la baterista activista en la nueva formación de Josie and the Pussycats.[8]

### Invitados
- Robin Givens como Sierra McCoy: la madre de Josie, abogada y exalcaldesa de Riverdale. Este personaje se introdujo por primera vez en Riverdale.
- Casey Cott como Kevin Keller: el hermanastro y amigo de Josie. Este personaje se introdujo por primera vez en Riverdale.[9][10]
- Mark Consuelos como Hiram Lodge: padre de Veronica Lodge, amiga de Katy. Este personaje se introdujo por primera vez en Riverdale.

## Episodios
| N.º | Título                                                | Dirigido por            | Escrito por                             | Fecha de emisión original | Código de prod. | Audiencia (millones) |
| --- | ----------------------------------------------------- | ----------------------- | --------------------------------------- | ------------------------- | --------------- | -------------------- |
| 1   | «Pilot»                                               | Maggie Kiley            | Roberto Aguirre-Sacasa y Michael Grassi | 6 de febrero de 2020      | T82.01001       | 0,62                 |
| 2   | «Chapter Two: You Can't Hurry Love»                   | Steve Adelson           | Michael Grassi                          | 13 de febrero de 2020     | T82.10102       | 0,53                 |
| 3   | «Chapter Three: What Becomes of the Broken Hearted»   | Harry Jierjian          | Shauna McGarry                          | 20 de febrero de 2020     | T82.10103       | 0,52                 |
| 4   | «Chapter Four: Here Comes the Sun»                    | Pamela Romanowsky       | Alina Mankin                            | 27 de febrero de 2020     | T82.10104       | 0,45                 |
| 5   | «Chapter Five: Song for a Winter's Night»             | Ryan Shiraki            | Leo Richardson                          | 5 de marzo de 2020        | T82.10105       | 0,48                 |
| 6   | «Chapter Six: Mama Said»                              | Charles Randolph Wright | Davia Carter                            | 12 de marzo de 2020       | T82.10106       | 0,51                 |
| 7   | «Chapter Seven: Kiss of the Spider Woman»             | Greg Smith              | Roberto Aguirre-Sacasa                  | 19 de marzo de 2020       | T82.10107       | 0,46                 |
| 8   | «Chapter Eight: It's Alright, Ma (I'm Only Bleeding)» | Jessica Lowrey          | Will Ewing                              | 26 de marzo de 2020       | T82.10108       | 0,45                 |
| 9   | «Chapter Nine: Wishin' & a Hopin'»                    | Pamela Romanowsky       | Mia Katherine Iverson                   | 16 de abril de 2020       | T82.10109       | 0,49                 |
| 10  | «Chapter Ten: Gloria»                                 | Alex Pillai             | Michael Grassi y Neil McNeil            | 23 de abril de 2020       | T82.10110       | 0,48                 |
| 11  | «Chapter Eleven: Who Can I Turn To?»                  | Lea Thompson            | Sara Saedi                              | 30 de abril de 2020       | T82.10111       | 0,40                 |
| 12  | «Chapter Twelve: Chain of Fools»                      | Steve Adelson           | Evelyn Yves                             | 7 de mayo de 2020         | T82.10112       | 0,44                 |
| 13  | «Chapter Thirteen: Come Together»                     | Maggie Kiley            | Roberto Aguirre-Sacasa y Michael Grassi | 14 de mayo de 2020        | T82.10113       | 0,41                 |

## Producción

### Desarrollo
En agosto de 2018, Roberto Aguirre-Sacasa reveló que estaba trabajando en otra serie derivada para The CW. Dijo que la posible derivación sería «muy diferente de la de Riverdale» y que se produciría «en el ciclo de desarrollo de series de 2018–19». El 23 de enero de 2019, The CW emitió una orden piloto oficial para la serie que «seguirá las vidas y los amores de cuatro personajes icónicos de Archie Comics, incluyendo la leyenda de la moda Katy Keene, mientras persiguen sus sueños de veinte y tantos años en la ciudad de Nueva York. Esta dramaturgia musical narra los orígenes y las luchas de cuatro aspirantes a artistas que intentan llegar a Broadway». El 7 de mayo de 2019, The CW ordenó la producción de la serie. El 8 de noviembre de 2019, se anunció que se estrenaría el 6 de febrero de 2020.

### Casting
El 4 de febrero de 2019, se anunció que Ashleigh Murray, quien protagoniza a Josie McCoy en Riverdale, había sido contratada como protagonista en la serie derivada, saliendo de Riverdale. El 21 de febrero de 2019, Jonny Beauchamp y Julia Chan se unieron al elenco de la serie como Jorge López y Pepper Smith, respectivamente. Pocos días después, el 26 de febrero de 2019, Camille Hyde y Lucien Laviscount se unieron al elenco como dúo de hermanos, Alexandra y Alexander Cabott. Finalmente, el 11 de marzo de 2019, Lucy Hale fue elegida para el papel principal y titular de la serie.

## Distribución
En España, se lanzó el 7 de febrero de 2020 por HBO España. En Latinoamérica, se estrenó el 6 de marzo de 2020 en HBO y HBO GO.

## Audiencias
| N.º | Título                                                | Fecha de emisión      | ÍA/CP (18–49) | Audiencia (millones) | DVR (18–49) | Audiencia DVR (millones) | Total (18–49) | Audiencia total (millones) |
| --- | ----------------------------------------------------- | --------------------- | ------------- | -------------------- | ----------- | ------------------------ | ------------- | -------------------------- |
| 1   | «Chapter One: Once Upon a Time in New York»           | 6 de febrero de 2020  | 0,2           | 0,62                 | 0,1         | 0,25                     | 0,3           | 0,87                       |
| 2   | «Chapter Two: You Can't Hurry Love»                   | 13 de febrero de 2020 | 0,1           | 0,53                 | 0,1         | 0,17                     | 0,2           | 0,70                       |
| 3   | «Chapter Three: What Becomes of the Broken Hearted»   | 20 de febrero de 2020 | 0,1           | 0,52                 | 0,1         | 0,16                     | 0,2           | 0,68                       |
| 4   | «Chapter Four: Here Comes the Sun»                    | 27 de febrero de 2020 | 0,1           | 0,45                 | 0,1         | 0,17                     | 0,2           | 0,62                       |
| 5   | «Chapter Five: Song for a Winter's Night»             | 5 de marzo de 2020    | 0,1           | 0,48                 | 0,1         | 0,17                     | 0,2           | 0,65                       |
| 6   | «Chapter Six: Mama Said»                              | 12 de marzo de 2020   | 0,1           | 0,51                 | 0,1         | 0,16                     | 0,2           | 0,68                       |
| 7   | «Chapter Seven: Kiss of the Spider Woman»             | 19 de marzo de 2020   | 0,1           | 0,46                 | 0,1         | 0,16                     | 0,2           | 0,63                       |
| 8   | «Chapter Eight: It's Alright, Ma (I'm Only Bleeding)» | 26 de marzo de 2020   | 0,1           | 0,45                 | 0,1         | 0,17                     | 0,2           | 0,62                       |
| 9   | «Chapter Nine: Wishin' & a Hopin'»                    | 16 de abril de 2020   | 0,1           | 0,49                 | 0,1         | 0,15                     | 0,2           | 0,64                       |
| 10  | «Chapter Ten: Gloria»                                 | 23 de abril de 2020   | 0,1           | 0,48                 | 0,0         | 0,12                     | 0,1           | 0,60                       |
| 11  | «Chapter Eleven: Who Can I Turn To?»                  | 30 de abril de 2020   | 0,1           | 0,40                 | 0,0         | 0,12                     | 0,1           | 0,52                       |
| 12  | «Chapter Twelve: Chain of Fools»                      | 7 de mayo de 2020     | 0,1           | 0,48                 | 0,0         | 0,12                     | 0,1           | 0,56                       |
| 13  | «Chapter Thirteen: Come Together»                     | 14 de mayo de 2020    | —             | —                    | —           | —                        | —             | —                          |